# Decolar
A Decolar (também conhecida anteriormente como Decolar.com) é a filial brasileira da empresa argentina Despegar, maior Agência de Viagens da América Latina. O nome "Decolar" é a tradução literal da palavra "despegar" (em espanhol), que é o movimento de uma aeronave alçar voo.
Apesar de ser considerada uma filial da matriz argentina, a brasileira Decolar concentra aproximadamente 60% do volume de vendas de todo o grupo, ou seja, o Brasil é atualmente o maior mercado da companhia.
A sede brasileira está instalada na Vila Rio de Janeiro, na cidade de Guarulhos na Grande São Paulo, e conta com mais de 650 funcionários em todo o país. Além do escritório principal, possui outros menores nas cidades do Rio de Janeiro, Florianópolis e Fortaleza.

## O serviço
Comercializa pacotes de viagens, passagens aéreas, reserva de hotéis, aluguel de carros, cruzeiros, passagens de ônibus, ingressos para parques e outras atrações e atividades, além de aluguel de imóveis para temporada e seguros de viagens.